# K. Sivan

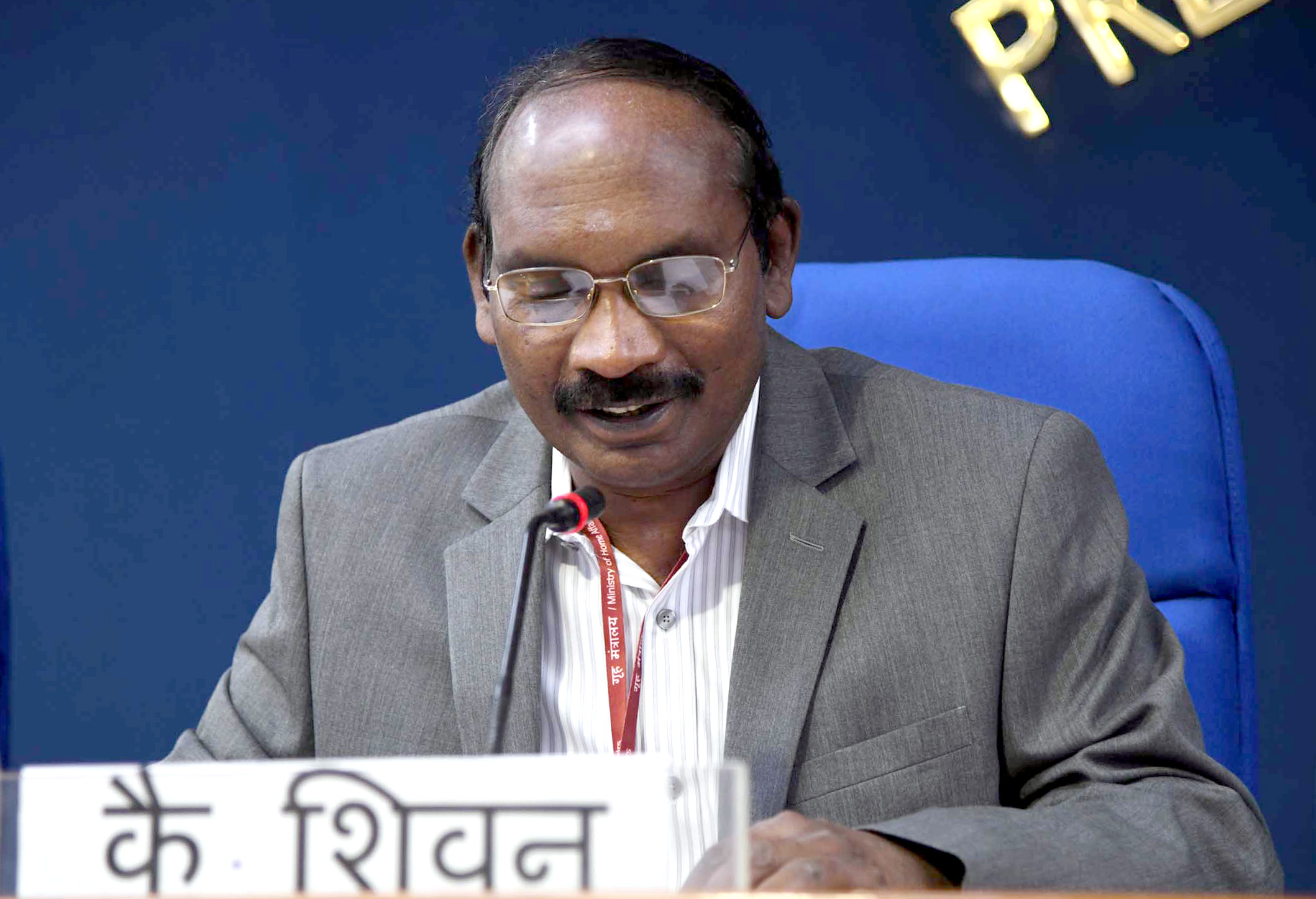
K. Sivan (2018)

K. Sivan (Kailasavadivoo Sivan; * 14. April 1957) ist ein indischer Weltraum-Wissenschaftler. Er war vom 15. Januar 2018 bis zum 13. Januar 2022 Vorsitzender der Indian Space Research Organisation (ISRO).
Davor war er Direktor des Vikram Sarabhai Space Center und des Liquid Propulsion Center.
Sivan ist Sohn eines Bauern. Er lernte in einer staatlichen Tamil-Mittelschule im Dorf Sarakkalvilai und später in Vallankumaranvilai im Distrikt Kanyakumari. Er ist der erste Absolvent seiner Familie. 1980 verließ Sivan das Institute of Technology Madras mit einem Bachelor-Abschluss in Luftfahrttechnik. Er bekam dann einen Master-Abschluss in Luft- und Raumfahrttechnik des Indian Institute of Science (Bangalore) im Jahr 1982 und begann seine Karriere im ISRO. 2006 erwarb er einen Doktorgrad in der Luft- und Raumfahrt am Indian Institute of Technology Bombay. Er ist Mitglied der National Academy of Engineering, der Aeronautical Society of India und der Systeme Society of India.
Im deutschsprachigen Raum wurde Sivan durch eine Geste des indischen Premierministers Narendra Modi bekannt. Am 6. September 2019 sollte die „Landeeinheit Vikram“ zwischen 22 und 23 Uhr MESZ mit Mondfahrzeug Chandrayaan-2 auf dem Mond landen. Sivan, als Vorsitzender der ISRO, sollte live und persönlich dem Premierminister die erfolgreiche Landung melden. Als jedoch 2 km über der Mondoberfläche der Funkkontakt abbrach und damit das Scheitern der Mission gemeldet werden musste, brach Sivan vor laufenden Kameras zusammen. Unerwartet umarmte der Premierminister den ISRO-Vorsitzenden Sivan und spendete ihm Trost.